# Mary Butler, Countess of Arran
Mary Butler, Countess of Arran, 5. Baroness Clifton (geborene Lady Mary Stewart, * 10. Juli 1651; † 4. Juli 1668), war eine schottisch-englische Adlige.

## Leben
Sie war das zweite Kind und einzige Tochter des James Stewart, 4. Duke of Lennox (1612–1655), aus dessen Ehe mit Lady Mary Villiers (1622–1685), Tochter des George Villiers, 1. Duke of Buckingham. Sie wurde am 10. Juli 1651 in der Kirche St Martin-in-the-Fields in London getauft.
Nach dem Tod ihres Vaters, 1655, ging ihre Mutter mit ihr und ihrem Bruder ins Exil nach Frankreich, da sein Vater im Englischen Bürgerkrieg auf der unterlegenen Seite der Royalisten gestanden hatte. Nach der Wiederherstellung der Monarchie unter Karl II. konnte sie 1660 in die Heimat zurückkehren. Noch in Frankreich war ihr einziger Bruder Esmé Stewart, 5. Duke of Lennox (1649–1660) jung an Pocken gestorben, woraufhin sie 1660 suo iure dessen nachgeordneten englischen Adelstitel als 5. Baroness Clifton erbte.
Im Alter von 15 Jahren wurde sie im Frühjahr 1667 mit dem irischen Adligen Richard Butler, 1. Earl of Arran (1639–1686), verheiratet. Als dessen Gattin führte sie fortan den Höflichkeitstitel Countess of Arran. Bereits am 4. Juli 1668 starb sie kinderlos und wurde am 19. August 1668 in der Kathedrale von Kilkenny bestattet. Ihr Adelstitel fiel an ihren Cousin Charles Stewart, 6. Duke of Lennox.